# San Juan Atenco
San Juan Atenco es una localidad del estado mexicano de Puebla. Es cabecera del municipio de San Juan Atenco.

## Demografía
| Censo | Población |
| ----- | --------- |
| 1900  | 1380      |
| 1910  | 1157      |
| 1921  | 1536      |
| 1930  | 1715      |
| 1940  | 1641      |
| 1950  | 2055      |
| 1960  | 2347      |
| 1970  | 2345      |
| 1980  | 2312      |
| 1990  | 2045      |
| 1995  | 2184      |
| 2000  | 2190      |
| 2005  | 1927      |
| 2010  | 1977      |
| 2020  | 2111      |